# Sally Peers
Sally Peers (ur. 1 czerwca 1991) – australijska tenisistka. Zawodniczka praworęczna.
W 2010 roku w parze z Laurą Robson osiągnęła ćwierćfinał Australian Open. Nawiązała w ten sposób do sukcesu z 2009 roku, kiedy wygrała juniorski Wimbledon partnerując Noppawan Lertcheewakarn z Tajlandii.
Podczas Igrzysk Wspólnoty Narodów w Nowym Delhi w 2010 roku zdobyła dwa medale – złoty w grze podwójnej (w parze z Anastasiją Rodionową) i brązowy w grze pojedynczej.

## Wygrane turnieje rangi ITF
| turnieje z pulą nagród 100 000 $ |
| turnieje z pulą nagród 75 000 $  |
| turnieje z pulą nagród 50 000 $  |
| turnieje z pulą nagród 25 000 $  |
| turnieje z pulą nagród 15 000 $  |
| turnieje z pulą nagród 10 000 $  |

### Gra pojedyncza
|    | Data       | Turniej | Kat. | ($)    | Naw.   | Finalistka     | Wynik         |
| 1. | 02/05/2010 | Ipswich | ITF  | 25 000 | ziemna | Sophie Letcher | 6:4, 6:3      |
| 2. | 03/04/2011 | Ipswich | ITF  | 25 000 | ziemna | Łesia Curenko  | 5:7, 7:5, 6:0 |

## Miejsca w rankingu WTA (na koniec sezonu)
| Rok     | 2008 | 2009 | 2010 | 2011 | 2012 | 2013 |
| Miejsce | 445  | 348  | 156  | 255  | 315  | 423  |

## Finały juniorskich turniejów wielkoszlemowych

### Gra podwójna (2)
| Końcowy wynik | Rok  | Turniej   | Nawierzchnia | Partnerka         | Przeciwniczki                     | Wynik finału  |
| Finalistka    | 2008 | Wimbledon | Trawiasta    | Isabella Holland  | Polona Hercog Jessica Moore       | 3:6, 6:1, 2:6 |
| Zwyciężczyni  | 2009 | Wimbledon | Trawiasta    | N. Lertcheewakarn | Kristina Mladenovic Silvia Njirić | 6:1, 6:1      |